# Рівненський район (1940—2020)
Рі́вненський райо́н — колишній  район Рівненської області, районний центр — місто Рівне. У 1940-1959 мав площу 526 км², у 1962-2020 роках площа району становила 1176 км². Чисельність наявного населення становить 88,3 тис. чол., в тому числі сільське — 68,3 тис. чол., міське — 20 тис. чол. Щільність населення — 75 чоловік на 1 км². Район відомий пам'ятками культури. Тут створене Пересопницьке Євангеліє (1556–1561 рр.).

## Географія
Рівненський район межує на півночі з Костопільським районом, на сході — з Гощанським, на півдні — зі Здолбунівським, на південному заході — з Дубенським, на заході — з Млинівським районом, на північному заході — з Волинською областю.
По території району протікають річки Горинь, Устя, Стубла, Путилівка (див. Річки Рівненського району).

### ПЗФ
На території району розташований ботанічний заказник державного значення Вишнева гора, 5 заказників місцевого значення, 3 пам'ятники природи, 6 заповідних урочищ, 4 парки — пам'ятки садово-паркового мистецтва.
Ботанічні заказники:
- Гориньград, Вишнева гора (загальнодержавного значення), Корнинський

Ентомологічні заказники:
- Грушвицький, Колоденський, Підгірцівський

Ландшафтні заказники:
- Передільські горби

Лісові заказники:
- Новоставський, Урочище «Павлівщина»

Ботанічні пам'ятки природи:
- Віковічний каштан, Острів, Хвощ великий

Геологічні пам'ятки природи:
- Кар'єр кембрійських глин

Гідрологічні пам'ятки природи:
- Природне джерело

Заповідні урочища:
- Бармаківське, Олександрійська Дача, Порозівське, Урочище «Дуби», Урочище «Жуківське», Урочище «Покоси», Урочище «Сморжівське», Урочище «Соломка»

Парки-пам'ятки садово-паркового мистецтва:
- Городоцький парк, Клеванський парк, Новоставський дендропарк, Олександрійський парк

Об'єкти без природоохоронного статусу:
- Тунель кохання

## Історія
Указом Президії Верховної Ради Української РСР від 17 січня 1940 року в Ровенській області утворюються 30 районів, серед них — Ровенський площею 526 км². Район утворено з ґмін Рівне і Дядьковичі Ровенського повіту.
Під час німецької окупації (з червня 1941 до лютого 1944 року) поділений на міський район Рівне (нім. Rayon Rowno-Stadt) та сільський район Рівне (нім. Rayon Rowno-Land), які входили у Рівненський ґебіт (Рівненську округу). 
За даними районного відділу МДБ, станом на квітень 1948 року з району було виселено 170 родин «бандпособників» і націоналістів.
21 січня 1959 року до Ровенського району приєднано частину Олександрійського району,
30 грудня 1962 року приєднано Клеванський район.
11 червня 1991 року місто Ровно отримало назву Рівне, відтоді район має назву Рівненський.
Ліквідований 17 липня 2020 року, увійшов до складу Рівненського району

## Населення
Найбільшими селищами району є Квасилів, Клевань, Оржів, а селами: Зоря, Олександрія, Городок, Шпанів, Біла Криниця, Шубків, Нова Любомирка, Забороль, Великий Житин, Корнин та ін.
На кінець 1945 року з Польщі до Рівненського району за планом мали переселити 2100 осіб.

### Вікова і статева структура
Розподіл населення за віком та статтю (2001):
| Стать | Всього | До 15 років | 15-24 | 25-44  | 45-64 | 65-85 | Понад 85 |
| --- | ------ | ----------- | ----- | ------ | ----- | ----- | -------- |
| Чоловіки | 41 152 | 9073        | 6819  | 12 688 | 8492  | 3907  | 173      |
| Жінки | 45 933 | 8684        | 6549  | 12 496 | 9757  | 7829  | 618      |
| \| Статево-вікова піраміда \| Статево-вікова піраміда \| Статево-вікова піраміда \| \| ----------------------- \| ----------------------- \| ----------------------- \| \| Чоловіки \| Вік \| Жінки \| \| 173 \| 85 + \| 618 \| \| 258 \| 80-84 \| 886 \| \| 697 \| 75-79 \| 1897 \| \| 1402 \| 70-74 \| 2503 \| \| 1550 \| 65-69 \| 2543 \| \| 1776 \| 60-64 \| 2440 \| \| 1554 \| 55-59 \| 1917 \| \| 2305 \| 50-54 \| 2576 \| \| 2857 \| 45-49 \| 2824 \| \| 3602 \| 40-44 \| 3677 \| \| 3073 \| 35-39 \| 3064 \| \| 3057 \| 30-34 \| 2811 \| \| 2956 \| 25-29 \| 2944 \| \| 3190 \| 20-24 \| 3070 \| \| 3629 \| 15-20 \| 3479 \| \| 3555 \| 10-14 \| 3479 \| \| 3048 \| 5-9 \| 2834 \| \| 2470 \| 0-4 \| 2371 \| |        |             |       |        |       |       |          |
| Статево-вікова піраміда |        |             |       |        |       |       |          |
| Чоловіки | Вік    | Жінки       |       |        |       |       |          |
| 173 | 85 +   | 618         |       |        |       |       |          |
| 258 | 80-84  | 886         |       |        |       |       |          |
| 697 | 75-79  | 1897        |       |        |       |       |          |
| 1402 | 70-74  | 2503        |       |        |       |       |          |
| 1550 | 65-69  | 2543        |       |        |       |       |          |
| 1776 | 60-64  | 2440        |       |        |       |       |          |
| 1554 | 55-59  | 1917        |       |        |       |       |          |
| 2305 | 50-54  | 2576        |       |        |       |       |          |
| 2857 | 45-49  | 2824        |       |        |       |       |          |
| 3602 | 40-44  | 3677        |       |        |       |       |          |
| 3073 | 35-39  | 3064        |       |        |       |       |          |
| 3057 | 30-34  | 2811        |       |        |       |       |          |
| 2956 | 25-29  | 2944        |       |        |       |       |          |
| 3190 | 20-24  | 3070        |       |        |       |       |          |
| 3629 | 15-20  | 3479        |       |        |       |       |          |
| 3555 | 10-14  | 3479        |       |        |       |       |          |
| 3048 | 5-9    | 2834        |       |        |       |       |          |
| 2470 | 0-4    | 2371        |       |        |       |       |          |

## Адміністративний устрій
Місцеву владу, крім районної державної адміністрації та районної ради, представляють 22 сільських та 2 селищних ради.

## Економіка

### Промисловість
Вигідне географічне розташування і багаті природні, матеріальні та трудові ресурси визначають сучасний характер розвитку і структуру господарського комплексу Рівненського району.
У районі 28 промислових підприємства.
Основні види промислової продукції — машини сільськогосподарського призначення, запчастини до них, скловироби, вироби з деревини, цегла силікатна, надміцні залізобетонні конструкції, меблі, лікеро-горілчані вироби, інші продовольчі товари. Основні види продукції, яка експортується в інші країни — скляні пляшки (ЗАТ «Консюмерс-Скло-Зоря»), фанера клеєна (товариство «ОДЕК» Україна).
У районі містяться 563 діючих малих підприємств та 3494 суб'єктів підприємницької діяльності — фізичних осіб.

### Сільське господарство
Важливе місце в районі займає сільськогосподарське виробництво. В районі 22 підприємства агропромислового комплексу, з них 14 приватних сільськогосподарських підприємств, 3 закритих сільськогосподарських акціонерних товариства, 5 відкритих акціонерних товариств, а також зареєстровано 87 фермерських господарств.
Основними напрямками розвитку галузей сільського господарства району є зернове виробництво, буряківництво, вирощування овочів, кукурудзи, відгодівля худоби, формування високопродуктивних стад тварин, відтворення стад, організація племінної роботи в сільськогосподарських підприємствах із використанням генетичного потенціалу племзаводів.

### Торгівля та побут
На території Рівненського району розташовано 438 підприємств роздрібної торгівлі та ресторанного господарства, в тому числі 294 магазини, 41 кіоск, 103 заклади ресторанного господарства. Діє 17 автозаправних станцій.
Із загальної кількості магазинів (294) у власності юридичних осіб — 94 та фізичних — 200, в тому числі продовольчих із супутньою групою товарів — 170, непродовольчих — 50. Загальна торгова площа магазинів — 15640,52 м².
Із 103 закладів ресторанного господарства — 26 є власністю юридичних осіб і 77 — фізичних, загальна кількість посадкових місць по району — 4280. Найбільш насичені підприємствами торгівлі та громадського харчування селища: Клевань, Квасилів, Оржів та села: Зоря, Корнин.
Споживчий ринок району представлений 91 об'єктом побуту. Надають послуги 2 юридичні особи та 86 підприємців.

## Транспорт та зв'язок
На території району є залізничні станції: Клевань, Любомирськ, Обарів.
Рівненський район розташований у південній частині Рівненської області. Центр — місто обласного підпорядкування Рівне. По території району проходять автомобільні дороги державного значення: Рівне — Сарни — Столин, Рівне — Тучин — Острог, Рівне — Берестечко — Буськ — Перемишляни, Бердичів — Чуднів — Шепетівка — Острог — Рівне, Київ — Чоп E40 (М06), Рівне — Луцьк Н22.
Транспортні перевезення здійснюються автомобільним транспортом. Станом на 01.05.2008 р. охоплені автобусним сполученням 94 населені пункти району.
Базовим підприємством — перевізником в районі визначено ВАТ «Рівнепасвантажтранс».
Забезпеченість телефонами становить 29 одиниць на 100 чоловік населення. Телефонізація на 100 сімей по району становить 70,41 основних телефонних апаратів.

## Освіта
Система освіти району включає в себе 56 загальноосвітніх навчальних закладів, з них 15 шкіл I ступеня, 15 шкіл I—II ступенів, 26 шкіл I—III ступенів, 2 навчально-виховні установи «школа-дитсадок», 2 навчально-виховних комплекси «школа-гімназія», 2 навчально-виховних комплекси «школа-ліцей», 24 дитячих садочки. В районі 3 школи — інтернати та 1 дитячий будинок. Функціонують 2 професійні ліцеї,1 спортивна школа та 1 районний будинок школяра.

## Соціально-культурна сфера
На території району працює 5 шкіл естетичного виховання (4 дитячі музичні школи та одна школа мистецтва).
Питання культурного обслуговування в районі вирішують 51 клубна установа системи Міністерства культури і мистецтв України та дві відомчі установи: палац культури агропромислової корпорації «Зоря» та будинок культури дослідного господарства «Шубківське». На базі клубних закладів та шкіл естетичного виховання займається 18 аматорських колективів, які носять звання «народний» та «зразковий».
Нині до послуг жителів району 41 бібліотека, в тому числі 2 районних, 3 міських, 36 сільських.
Діяльність клубних, бібліотечних установ та шкіл естетичного виховання забезпечує 286 чол. спеціалістів та фахівців.
Відомими в районі, в області та за її межами є зразковий дитячий духовий оркестр «Олександрійський», народне аматорське тріо «Живиця» відділу культури, естрадний ансамбль «Шанс» (Шубківська ДМШ), зразковий танцювальний ансамбль «Вербонька», хор «Фантазія»(Зорянська школа мистецтв), дитячий ансамбль естрадного співу «Лорелей» (смт. Квасилів), народні аматорські хори с. Зоря та с. Шпаків та багато інших.
Аматорські колективи району — постійні учасники не тільки районних та обласних свят, конкурсів, фестивалів, а й міжнародних.

## Політика
25 травня 2014 року відбулися Президентські вибори України. У межах Рівненського району було створено 79 виборчих дільниць. Явка на виборах складала — 79,95 % (проголосували 53 789 із 67 279 виборців). Найбільшу кількість голосів отримав Петро Порошенко — 60,42 % (32 499 виборців); Олег Ляшко — 13,59 % (7 310 виборців), Юлія Тимошенко — 12,78 % (6 876 виборців), Анатолій Гриценко — 4,42 % (2 376 виборців), Ольга Богомолець — 2,34 % (1 259 виборців). Решта кандидатів набрали меншу кількість голосів. Кількість недійсних або зіпсованих бюлетенів — 1,00 %.

## Спорт

### Спортивні споруди
а) Стадіони з трибунами на 1500 місць: 2 стадіони в с. Зоря та в смт Оржів.
б) Футбольні поля в кількості 36 одиниць, з них 27 належить середнім закладам освіти, 1 — професійному ліцею в смт. Клевань, 8 — районним підприємствам та організаціям.
в) Спортивних майданчиків в районі налічується 97 одиниць, з них належить: середнім закладам освіти — 50, професійним ліцеям — 6, підприємствам і організаціям — 41.
г) Спортивних зали — 32, з них — 28 — середні заклади освіти, 2 — ПЛ, 2 — районні підприємства та організації.

### Професійний та любительський спорт
В органах юстиції зареєстровано 4 спортивні клуби:
1. Фізкультурно-спортивний клуб інвалідів «Прометей» (спортсмени-інваліди займаються боротьбою дзюдо, пауерліфтингом, шахами, шашками).

1. Сільські фізкультурно-спортивні клуби:

- «Білокриницький»: культивуються види спорту: волейбол (жінки), футбол, баскетбол;
- ФСК «Коливань»: футбол, волейбол, настільний теніс, шахи, шашки.
- футбольний клуб «ОДЕК» .

Також діють філії клубів:
- філія «Юний динамівець» тхеквондо ВТФ в смт Оржів.

## Медицина
Медична допомога населенню Рівненського району здійснюється мережею лікувальних закладів, яка складається з центральної районної лікарні потужністю 285 ліжок з типовою поліклінікою на 990 відвідувань в зміну, двох районних лікарень сіл Дядьковичі та Олександрія по 65 ліжок кожна, 11 лікарських амбулаторій, з них 6 амбулаторій загальної практики/сімейної медицини, та 59 фельдшерсько-акушерських пунктів. Крім того, екстрену медичну допомогу надають 6 пунктів швидкої медичної допомоги.
Всього в районі для надання стаціонарної допомоги розгорнуто 415 ліжок, що становить 47,2 ліжка на 10 000 населення.
На території району розташований один з найкращих оздоровчих закладів країни — санаторій «Червона калина», який щорічно оздоровлює понад 5 тисяч пацієнтів.

## Пам'ятки
У Рівненському районі Рівненської області нараховується 72 пам'яток історії.